# Philomena (Vorname)
Philomena ist ein weiblicher Vorname, der aus dem Griechischen abgeleitet ist.

## Herkunft und Bedeutung
Die Bedeutung des Namens ist nicht endgültig geklärt.
Die wahrscheinlichste Möglichkeit ist, Philomena als weibliche Variante von Φιλομενος (Philomenos) zu sehen. Dieser Name setzt sich aus den altgriechischen Wörtern φίλος phílos (hier adjektivisch „geliebt, liebend, zugetan“) sowie μένος ménos („Kraft, Stärke, Mut, Lebenskraft“) zusammen und bedeutet: „die Kraft/den Mut liebend“.
Eine weitere Möglichkeit ist, den Namen von Φιλουμένη abzuleiten, dann liegt ein Partizip Präsens mediumpassiv von φιλεῖν phileîn („lieben, liebkosen“) vor und der Name bedeutet: „Geliebte“.
Eine dritte Möglichkeit ist, den Namen als Variante zu Φιλομηλα (Philomela) zu verstehen. Dann bedeutet der Name „Nachtigall“.

## Varianten
Filomena, Philomene, Filumena, Philumena
Im portugiesischen und spanischen Sprachraum gibt es die männliche Form Filomeno.

## Namenstage
- 11. August (Philomena von Rom)
- 5. Juli (Philomena von Sanseverino)

## Bekannte Namensträgerinnen

### Philomena
Heilige
- Philomena von Rom († 302), eine frühchristliche Jungfrau und Märtyrin
- Philomena von Sanseverino († um 550), eine frühchristliche Märtyrin

Vorname
- Philomena Bair (* 1996), österreichische Freestyle-Skifahrerin
- Philomena Cheyech (* 1982), kenianische Langstreckenläuferin
- Philomena Colatrella (* 1968), Schweizer Versicherungsmanagerin
- Philomena Essed (* 1955), niederländische Professorin für kritische Rassentheorie und Gender Studies mit surinamischen Wurzeln
- Philomena Franz (1922–2022), deutsche Sintiza, Auschwitz-Überlebende, Zeitzeugin und Autorin
- Philomena Mensah (* 1975), kanadische Sprinterin mit ghanaischen Wurzeln
- Philomena Schwab (* 1989), Schweizer Game-Designerin
- Philomena Tofaeono (* 2000), amerikanisch-samoanische Beachhandballspielerin

Zwischenname
- Hannah Philomena Scheiber (* 1991), österreichische Künstlerin (Gemälde, Keramikobjekte)
- Rosemarie Philomena Sebek (* 1939), österreichische Autorin von Romanen, Gedichten und journalistischen Texten sowie Malerin

### Philomene
- Philomene Hartl-Mitius (1852–1928), königlich-bayerische Hofschauspielerin und Schriftstellerin
- Philomene Magers (* 1965), deutsche Galeristin
- Philomene Steiger (1896–1985), deutsche Näherin und Kommunalpolitikerin